# Кльосов Анатолій Олексійович
Анатолій Олексійович Кльосов (рос. Анато́лий Алексе́евич Клёсов, англ. Anatole A. Klyosov; нар.20 листопада 1946 р., м. Черняховськ) — радянський і американський біохімік, фахівець в області полімерних композиційних матеріалів, біомедицини, ферментативного каталізу.
Доктор хімічних наук, професор, лауреат премії Ленінського комсомолу (1978) і Державної премії СРСР (1984). Іноземний член (з 17 січня 2014 р.) Національної академії наук Грузії у Відділенні біологічних наук за спеціальністю «біохімія».
На даний час здобув популярність як автор «ДНК-генеалогії», пропагованої їм в якості нової науки, що вивчає міграції популяцій і генетичну історію людства. Внаслідок некоректності теоретичних основ «ДНК-генеалогії», її методів і висновків, фахівцями ця концепція визнана псевдонауковою. Зокрема, проти «ДНК-генеалогії» виступили історики, антропологи, етнологи, лінгвісти і фахівці в галузі популяційної генетики.
Відомий українофоб та один з теоретиків й поширювачів різних маргінальних ідей «русского міра».

## Життєпис
Народився в м. Черняховську Калінінградської області РРФСР, СРСР. Його батько, Олексій Іванович Кльосов (*1923-†1982) — офіцер Радянської армії. Мати, Тамара Михайлівна Куць — ветеран війни, нагороджена медаллю «За доблесну працю у Великій Вітчизняній війні».
У 1969 р. Анатолій Кльосов закінчив Московський державний університет.
У 1972 р. захистив кандидатську дисертацію за темою «Взаємозв'язок структури і реакційної здатності субстратів альфа-хімотрипсину», а в 1977 р. — докторську дисертацію за темою «кінетики-термодинамічні основи субстратної специфічності ферментативного каталізу». Працював в МДУ, де в 1979—1981 рр. був професором кафедри хімічної ензимології хімічного факультету. З 1981 р. перейшов у Інститут біохімії ім. А. Н. Баха АН СРСР, де до 1992 р. обіймав посаду завідувача лабораторією. Був обраний директором інституту біохімії АН СРСР, але не затверджений президією Академії наук СРСР.
У 1990 р. Кльосов переїхав в м. Ньютон, передмістя м. Бостона (Массачусетс, США). З 1989 по 1998 рік обіймав посаду запрошеного професора біохімії в Гарвардській школі медицини. З 1996 р. до 2006 р. Кльосов — керуючий з досліджень і розробок, і віце-президент компанії в області полімерних композиційних матеріалів в промисловому секторі м. Бостона. Одночасно (з 2000 р.) — старший віце-президент компанії і головний науковий співробітник з питань розробок нових протиракових ліків.
Кльосов — автор безлічі робіт в області біохімії і хімії полімерів, опублікованих в провідних наукових виданнях світу, і ряду патентів. Також відомий як перший радянський користувач Інтернету і перший автор публікації про Інтернет в радянській пресі.

## Нагороди та звання
- Премія Ленінського комсомолу (1978) за цикл робіт з дослідження специфічності ферментативного каталізу.
- Державна премія СРСР (1984) за цикл робіт «Хімічні основи біологічного каталізу» (1964—1982).
- Золота медаль «За успіхи в народному господарстві СРСР»[ru] (1983)
- Член Американського хімічного товариства.
- Член Всесвітньої академії мистецтва і науки[en] (Стокгольм — Вашингтон) (1989)[4].
- Іноземний член Національної академії наук Грузії, відділення біології, спеціальність біохімія (2014 року)[5].

## Наукові публікації
- (рос.)Березин И. В., Клёсов А. А., Ферменты — химические катализаторы?. — М.: Знание, 1971. — 48 с. — (Новое в жизни, науке, технике). — 63 000 экз. (обл.)
- (рос.)Березин И. В., Клёсов А. А., Практический курс химической и ферментативной кинетики.— М.: Изд-во Московского университета, 1976, 320 с. (Practical Course of Chemical and Enzyme Kinetics)
- (рос.)Клёсов А. А., Березин И. В., Ферментативный катализ: т. 1.— М.: Изд-во Московского университета, 1980, 263 с. (Enzyme Catalysis, Vol. 1)
- (рос.)Клёсов А. А., Ферментативный катализ: т. 2.— М.: Изд-во Московского университета, 1984, 216 с. (Enzyme Catalysis, Vol. 2)
- (рос.)Березин И. В., Клёсов А. А. и др., Инженерная энзимология. — М.: Высшая школа, 1987. 144 с. (Enzyme Engineering)
- (англ.)Enzyme Engineering / ed. by L. Wingard, I. Berezin, A. Klyosov. — Plenum Press, 1980, 521 pp.
- (англ.)Carbohydrate Drug Design / ed. by A.A. Klyosov et al. — Oxford University Press, 2006, 323 pp.
- (англ.)Galectins / ed. by A.A. Klyosov et al. — John Wiley & Sons, 2008, 279 pp.
- (англ.)Klyosov A. A. Wood-Plastic Composites. — John Wiley & Sons, 2007, 698 pp. (Переведена на китайский язык, изд-во Science Press, China, 2010; Переведена на русский язык, изд-во НОТ, 2010, 736 с.)
- (англ.)Glycobiology and Drug Design / ed. by A.A. Klyosov. — Oxford University Press, 2013, 331 pp.
- (англ.)Galectins and Disease Implications for Targeted Therapeutics / ed. by A.A. Klyosov and P.G. Traber. — American Chemical Society, 2013, 456 pp.